# Aluterus schoepfii
Aluterus schoepfii és una espècie de peix de la família dels monacàntids i de l'ordre dels tetraodontiformes.

## Morfologia
- Els mascles poden assolir 61 cm de longitud total.[1][2]

## Alimentació
Menja plantes, incloent-hi algues.

## Depredadors
Als Estats Units és depredat per Synodus foetens, Anous stolidus i Sterna fuscata.

## Hàbitat
És un peix marí, de clima subtropical i associat als esculls de corall que viu entre 3-900 m de fondària.

## Distribució geogràfica
Es troba a l'Atlàntic occidental (des de Nova Escòcia -Canadà-, Bermuda i el nord del Golf de Mèxic fins al Brasil) i l'Atlàntic oriental (des del Cap Blanc -Mauritània- fins a Angola).

## Observacions
N'hi ha informes d'enverinament per ciguatera.